# Alexandre Promio
Jean Alexandre Louis Promio (Lione, 9 luglio 1868 – Asnières-sur-Seine, 24 dicembre 1926) è stato un regista e fotografo francese.
Viene menzionato come uno dei pionieri del cinema e fu il regista del primo cinegiornale svedese, mostrato per l'arrivo di re Oscar II all'Esposizione di Stoccolma del 15 maggio 1897.

## Biografia
Alexandre Promio proveniva da una famiglia italiana, della provincia di Cuneo, che si trasferì in Francia e risiedette poi a Lione. Durante il suo periodo come assistente per un ottico di Lione, fu testimone della prima presentazione del cinematografo. Promio era molto interessato all'arte della fotografia, perciò nel marzo del 1896 lasciò il suo lavoro da ottico per iniziare a lavorare per i fratelli Lumière. Dopo poco tempo divenne il principale operatore dell'unità filmica e responsabile per l'educazione dei primi operatori di cinematografo.
Il suo primo incarico fu di presentazione e marketing per il nuovo medium a livello internazionale. Promio visitò varie città tra l'aprile del 1896 e il settembre del 1897. Il primo viaggio fu verso Madrid, dove mostrò le immagini in movimento il 13 maggio 1896. Il 7 luglio realizzò una dimostrazione cinematografica per lo zar Nicola II di Russia e per l'imperatrice di San Pietroburgo; successivamente visitò l'Inghilterra, la Germania e l'Ungheria. Nel settembre del 1896 arrivò negli Stati Uniti, e filmò le prime riprese di Chicago. In Italia filmò il 25 ottobre del 1896 la città di Venezia a bordo di una gondola. Il film ebbe la sua première il 13 dicembre 1897 a Lione con il titolo Panorama du grand Canal pris d'un bateau ("Panorama del Canal Grande visto da un battello"). Fu il secondo film realizzato con una macchina da presa in movimento, perché un altro operatore dei Lumière, Constant Girel, lo aveva proceduto di pochi giorni, con un analogo carrello girato sul Reno, a Costanza.
Dopo il 1898 non fece più altri viaggi e risiedette permanentemente a Lione dove continuò il suo lavoro per i Lumière. Nel 1907 lavorò per la Pathé e tra il 1914 e il 1915 si arruolò per la prima guerra mondiale. Dopo il suo impegno in guerra svolse attività di fotografo e direttore della fotografia per il governo algerino, dove realizzò 3000 fotografie e 38 film documentari. Ritornò in Francia per motivi di salute e si stabilì ad Asnières-sur-Seine vicino a Parigi. Morì nella sua casa durante la vigilia di Natale del 1926. La sua morte non fu però annunciata nei quattro mesi successivi.

## Promio in Svezia
Nell'idea dei Lumière di utilizzare il cinematografo, le presentazioni non erano solamente pubbliche ma spesso destinate a famiglie reali o persone di elevata carica nazionale. In tal senso l'attività di Promio in Svezia era indirizzata alla casa reale, i cui membri ebbero la possibilità di rivedersi sullo schermo dopo essere stati ripresi da Promio precedentemente durante l'estate del 1897, in occasione dell'Esposizione di Stoccolma.
Promio istruì inoltre il primo pioniere cinematografico svedese Ernest Florman, che contribuì anch'egli con alcuni film durante l'esposizione. Il 15 maggio 1897 Promio filmò il primo cinegiornale svedese che mostrava re Oscar II insieme al principe Gustavo V al loro arrivo all'esibizione, presso il Djurgården. Il re ebbe modo di vedere il film il giorno stesso. Mentre era in Svezia Promio realizzò anche il primo film narrativo, della durata di un minuto, intitolato Slagsmål i gamla Stockholm.

## Filmografia

### Regista
- Puerta del Sol (1896)
- Danse au bivouac (1896)
- Lions, Jardin zoologique, Londres (1896)
- Tigres (1896)
- Fêtes franco-russes: Paris, les souverains russes et le Président de la République Félix Faure aux Champs-Elysées (1896)
- Fêtes franco-russes: Paris, la foule sur la place de l'Opéra (1896)
- Madrid, arrivée des toréadors (1896)
- Alger: prière du muezzin (1896)
- Vistas españolas (1896)
- Sousse: Marché aux charbons (avec chameaux) (1896)
- Salida de los alabarderos de palacio (1896)
- Puerto de Toledo (1896)
- Pont de la Tour (1896)
- Plaza del Puerto en Barcelona (1896)
- Panorama du grand Canal pris d'un bateau (1896)
- New York, Whitehall Street (1896)
- New York, pont de Brooklyn (1896)
- New-York, patineurs au Parc central (1896)
- New York, descente des voyageurs du pont de Brooklyn (1896)
- New York, Broadway et Union Square (1896)
- New York, Avenue et Union Square (1896)
- Maniobras en Vicálvaro (1896)
- Londres, Piccadilly Circus (1896)
- Llegada de Toreros a la Plaza (1896)
- Genève (Exposition 1896): rentrée à l'étable, co-regia di Louis Lumière (1896)
- Déchargement d'un navire (1896)
- Cortège au mariage de la princesse Maud (1896)
- Cortège arabe (1896)
- Chicago, grande roue (1896)
- Brooklyn, Fulton Street (1896)
- Arrivée d'un train à Battery Place (1896)
- Alger: rue Bab-Azoun (1896)
- Alger: place du gouvernement (1896)
- A bord du 'Formidable': escrime au sabre (1896)
- Chicago défilé de policemen (1897)
- Tunis: le Bey et son escorte (1897)
- Le Caire, un enterrement (1897)
- Descente de la grande pyramide (1897)
- Panorama pris du chemin de fer électrique, I (1897)
- Panorama pris du chemin de fer électrique, II (1897)
- Panorama pris du chemin de fer électrique, III (1897)
- Panorama pris du chemin de fer électrique, IV (1897)
- Slagsmål i gamla Stockholm (1897)
- Pompiers: un incendie, II (1897)
- Voyage de M. le Président Félix Faure en Russie (Août 1897): Arrivée du président et du Czar à Peterhof (1897)
- Un incendie à Dublin I (1897)
- Une partie de lawn-tennis II (1897)
- Stockholm, entrée de l'exposition (1897)
- Sevillanas (1897)
- Sainte-Gudule (1897)
- Procession du tapis sacré (1897)
- Place de Brouckère (1897)
- Parada en Palacio (1897)
- Panorama van een stad genomen vanop een boot (1897)
- Panorama des rives du Nil (1897)
- O'Connell Bridge (1897)
- Loreto Prado (1897)
- Liverpool, la rade (1897)
- Liverpool, Church Street (1897)
- La défense du drapeau (1897)
- La bourse (1897)
- Jérusalem, porte de Jaffa, côté Est, co-regia di Auguste Lumière e Louis Lumière (1897)
- Jérusalem, le saint sépulcre, co-regia di Gabriel Veyre (1897)
- Garde descendante du Palais Saint James (1897)
- Football (1897)
- Fête du jubilée de la reine d'Angleterre, le cortège: La reine (1897)
- Espagne: Courses de taureaux (1897)
- Entrée du cortège royal à l'Exposition (1897)
- Départ de Jérusalem en chemin de fer, co-regia di Auguste Lumière (1897)
- Constantinople, panorama des rives du Bosphore (1897)
- Constantinople, panorama de la corne d'or (1897)
- Colleurs d'affiches (1897)
- Caravane de chameaux (1897)
- Bruxelles, Grande place (1897)
- Boulevard Anspach, co-regia di Alexandre (1897)
- Bethléem, une place (1897)
- Belfast, Castle Place (1897)
- Barrage du Nil (1897)
- Antwerpen: Aankomst per boot (1897)
- À bord du 'Formidable': Ramassage du linge (1898)
- La mise en croix (1898)
- Maniobras de la artillería en Vicálvaro (1898)
- Explosion en mer (1898)
- Le char funèbre (1902)
- Fort-de-France: marché (1902)
- Panorama du port d'Alger (1904)
- Le Bey de Tunis et les personnages de sa suite descendant l'escalier du Bardo (1904)